# Ederknie am Auhammer bei Battenberg

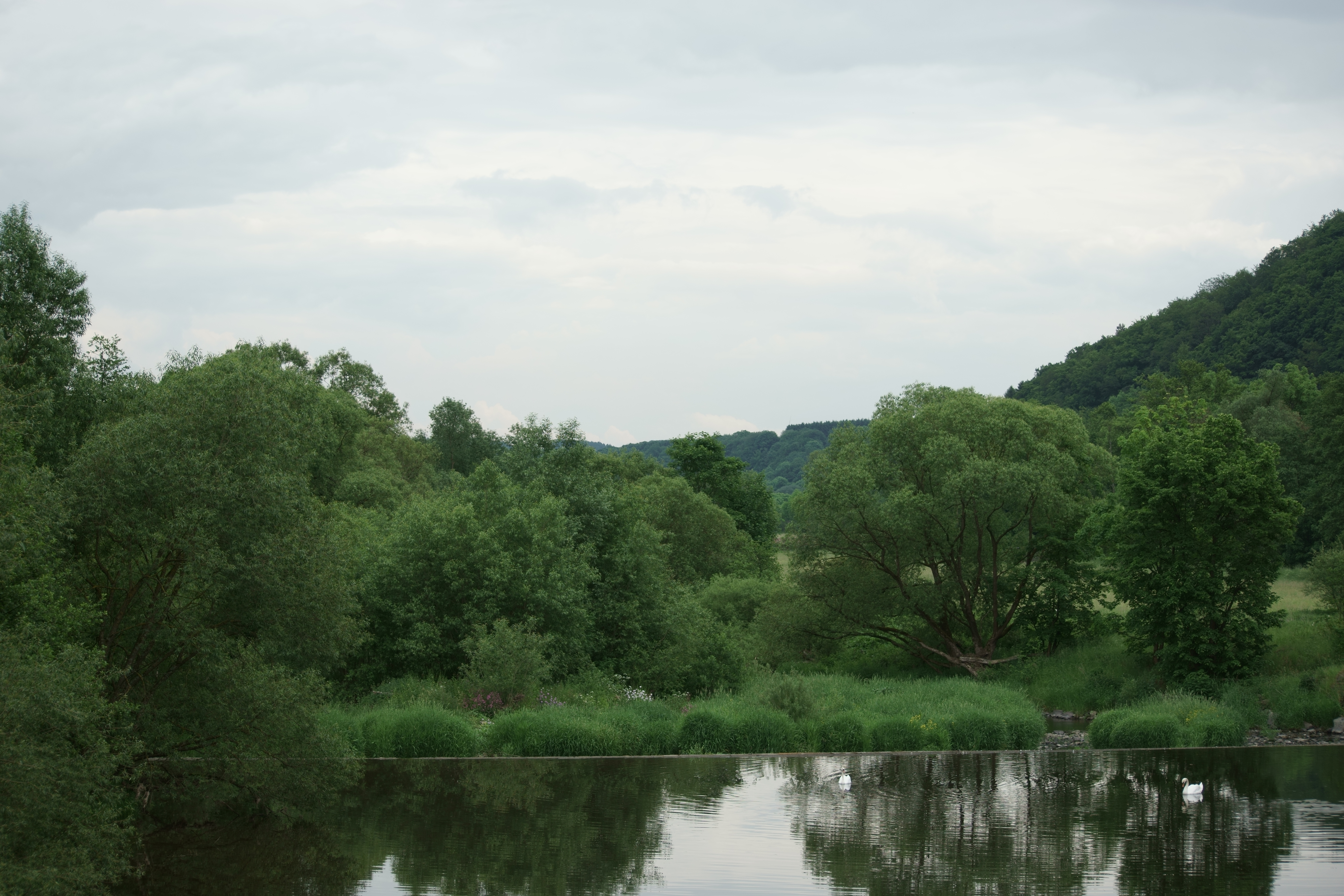
Naturschutzgebiet Ederknie am Auhammer bei Battenberg (Juni 2017)

Das Naturschutzgebiet Ederknie am Auhammer bei Battenberg liegt auf dem Gebiet der Stadt Battenberg im Landkreis Waldeck-Frankenberg in Hessen.
Das etwa 78,7 ha große Gebiet, das im Jahr 1991 unter der Kennung 1635042  unter Naturschutz gestellt wurde, erstreckt sich nördlich und nordwestlich der Kernstadt Battenberg entlang der Eder. Die Landesstraße L 3382 verläuft im östlichen Teil des Gebietes nördlich und im westlichen Teil durch das Gebiet hindurch.